# Viktor Eisenmenger

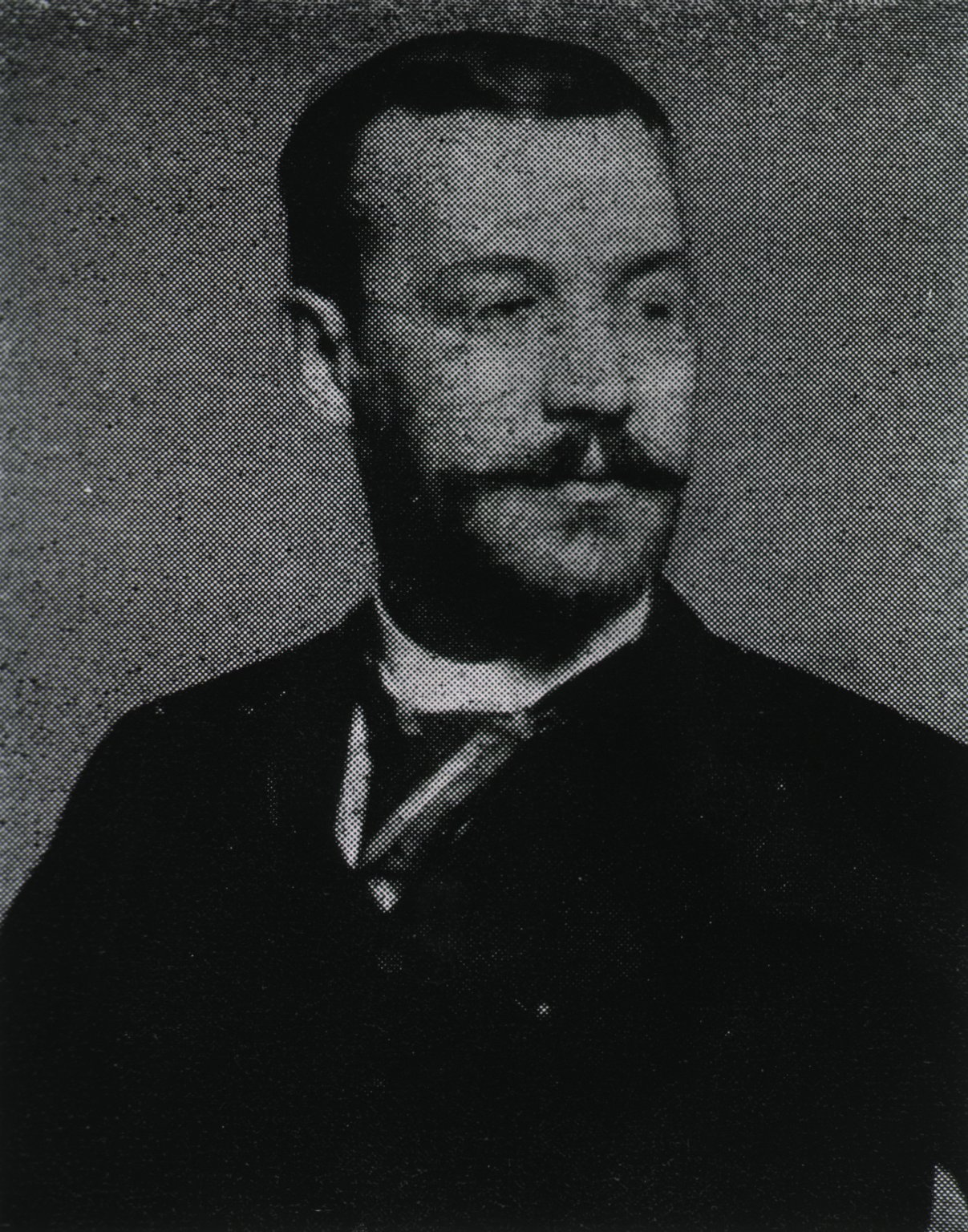
Viktor Eisenmenger, vor 1920

Viktor Eisenmenger (* 29. Januar 1864 in Wien; † 11. Dezember 1932 ebenda) war ein österreichischer Laryngologe.

## Leben
Viktor Eisenmenger wurde 1889 an der Universität Wien zum Dr. med. promoviert. Nach seinem Studium wurde er als Assistent an der Klinik für Laryngologie sowie an der III. Medizinischen Universitäts-Klinik unter Leopold Schrötter von Kristelli zum Facharzt ausgebildet.
Er war Leibarzt von Kaiser Franz Josef, Thronfolger Franz Ferdinand und Kaiser Karl sowie Chef des Hofsanitätswesens. Die von ihm erstmals beschriebene Eisenmenger-Reaktion erhielt seinen Namen. Des Weiteren wurden das Eisenmenger-Syndrom und der Eisenmenger-Komplex nach ihm benannt.
Im Jahr 1898 publizierte er über einige oto-rhinologische Eingriffe mit Einsatz der oralen Intubation, wobei er bereits einen halbsteifen Endotrachealtubus mit aufblasbarer Gummimanschette verwendete.

## Schriften (Auswahl)
- Zur Tamponade des Larynx nach Prof. Maydl. In: Wiener Medizinische Wochenschrift. Band 43, 1893, S. 199 ff.
- Über die plexiformen Sarkome des harten und weichen Gaumens. In: Deutsche Zeitschrift für Chirurgie. Band 39, 1894.
- Über die sog. pericarditische Pseudoleberzirrhose. In: Wiener klinische Wochenschrift. 1900, S. 249.
- Erzherzog Franz Ferdinand. Seinem Andenken gewidmet von seinem Leibarzt. Amalthea Verlag, Zürich/Leipzig/Wien 1930.